# مزرو (نی‌ریز)
مزرو روستایی از دهستان مشکان در بخش مشکان شهرستان نی ریز در استان فارس می‌باشد.

## جمعیت
جمعیت این روستا بر اساس آخرین سرشماری عمومی نفوس و مسکن سال ۱۳۹۵ برابر ۸۸ نفر (۲۹ خانوار) بوده‌است.

## موقعیت جغرافیایی
این روستا در شمال شرقی شهر مشکان پشت پست ۶۶ کیلووات برق مشکان در فاصله ۱۰۰ متری این شهر است و به این دلیل مردم منطقه آن را محله مزرو مشکان می‌خوانند.